# Михельсон, Николай Густавович
Никола́й Густа́вович Михельсо́н (1894, Белосток (Гродненская губерния) — 29 января 1938, Ленинград) — крупный специалист в области авиации и авиапромышленности.

## Биография
Сведения о детских годах и учёбе отсутствуют. Впервые упоминается как сотрудник чертежного бюро завода Щетинина «Гамаюн» в Петербурге. С приходом на завод в 1912 г. в качестве технического директора Д. П. Григоровича, стал его ближайшим помощником, участвуя в проектировании и создании всех его гидросамолётов дореволюционной поры. Среди них такие легендарные машины Первой Мировой войны, как летающие лодки М-5, М-9, М-11.
В годы революции оказался в Красноярске, где встретил своего коллегу — бывшего сотрудника Д. П. Григоровича — М. М. Шишмарёва. Вместе с Шишмарёвым в 1920 году, в самый разгар Гражданской войны, сначала по тылам белых, затем красных, перебрался в Таганрог, где по слухам был пущен авиазавод «Лебедь». На следующий год, вместе с Шишмаревым и инженером завода, бывшим деникинским морским лётчиком В. Л. Корвин-Кербером выиграл конкурс, объявленный УВВС на проект первого морского одноместного истребителя под двигатель «Испано-Сюиза» в 200 л. с. Строительство самолёта было начато в Таганроге. Особенность истребителя МК-1 «Рыбка» заключалась в том, что его фюзеляж, спроектированный из шпона в форме монокока, имел очень удачную форму, в которой полностью скрывался двигатель. В нём было четыре лонжерона и шпангоуты из фанеры с отверстиями облегчения. Радиатор располагался в центроплане верхнего крыла.

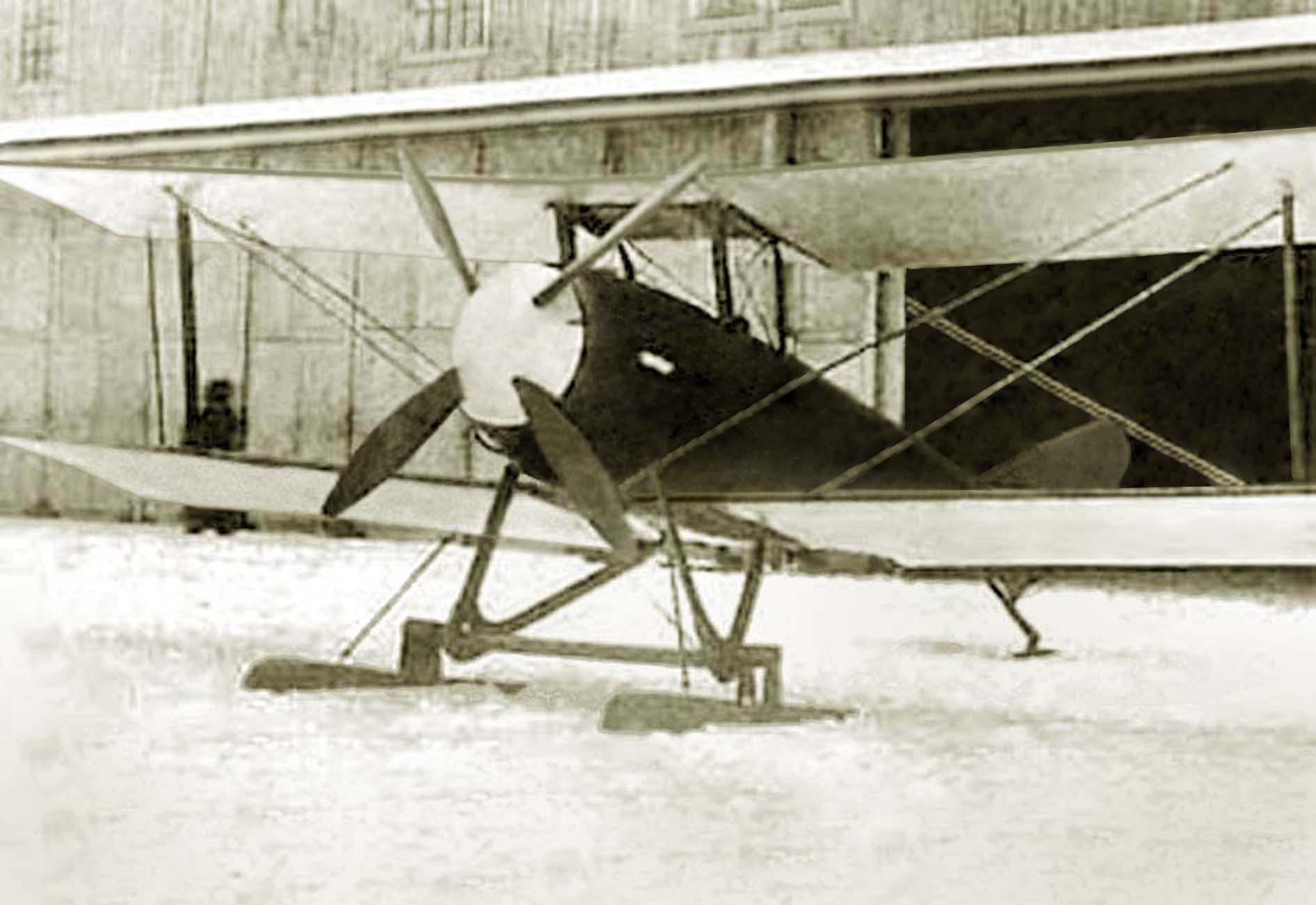
Первый советский морской истребитель МК-1 «Рыбка» конструкции Шишмарёва, Михельсона и Корвин-Кербера. Завод «Красный лётчик», Ленинград, 1923 г.

К весне 1922 г. В УВВС было принято решение продолжить строительство опытного экземпляра «Рыбки» в Петрограде на заводе «Красный лётчик». В результате Михельсон отправился вместе с заготовками истребителя в Петроград, расставшись со своими соавторами, которые тем же решением УВВС были переведены в Москву в распоряжение Д. П. Григоровича.
В Петрограде Михельсон завершил строительство самолёта, однако поднять его с воды так и не удалось. Поплавки оказались слишком тяжелы для маломощного двигателя. Попытка облегчить ни к чему не привела. Лишь после того, как Михельсон переставил МК-1 на колёсное шасси, лётчику Л. И. Гиксе удалось поднять его в воздух. Самолёт оказался весьма удачным, но недостаточная мощность двигателя не позволяла запустить его в серию. В ожидании другого двигателя МК-1 был поставлен в ангар небольшого аэродрома на Крестовском острове, где и погиб во время наводнения 1924 года.
Михельсон продолжал работать на заводе «Красный лётчик», пока туда в 1925 г. не перебрался из Москвы вновь созданный Отдел морского опытного самолётостроения (ОМОС) Д. П. Григоровича. С этого момента Михельсон влился в конструкторский коллектив своего давнего руководителя. Он участвовал в создании всех самолётов ОМОС, таких как пассажирский СУВП, морской разведчик МРЛ-1, истребитель И-2 бис, разведчики открытого моря РОМ-1 и РОМ-2, морской учебный разведчик МУР-1. Далеко не все из них оказались удачными, что сказалось на психологическом климате в отделе, поэтому, когда ОМОС решили вернуть в Москву, Михельсон, как и ряд других ключевых сотрудников Д. П. Григоровича, остался на «Красном лётчике» заведовать чертежным отделом.
В 1929 г. Михельсон был арестован. Это был ожидаемый арест, который произошел почти через год после ареста Д. П. Григоровича и ряда других бывших сотрудников ОМОС. Весь год Михельсон допрашивался как свидетель по делу Д. П. Григоровича, А. Н. Седельникова, В. Л. Корвин-Кербера и других его товарищей, и вот теперь наступила его очередь. Осужденный по 58 ст., Михельсон сразу оказался в составе первой авиационной «шараги» ЦКБ-39 ОГПУ, где собрались теперь уже «вредители» — бывшие конструкторы из коллективов Д. П. Григоровича и Н. Н. Поликарпова. Заключенные в ударные сроки создали сначала истребитель И-5, а затем и целый ряд других самолётов, в том числе пушечный истребитель И-Z и бомбардировщик ТБ-5, в работе над которыми принимал участие и Михельсон.
В 1931 г. Михельсон досрочно был освобождён и вернулся в Ленинград. Здесь на авиазаводе № 23 (бывший завод «Красный лётчик») он занял должность заведующего конструкторским отделом. Уже в 1935 г. вместе с И. В. Часовиковым он создал специальный легкий гидросамолёт РВ-23, затем усовершенствовал поликарповский У-2, создав на его базе тренировочный самолёт У-3 и самолёт У-4 с улучшенной аэродинамикой.

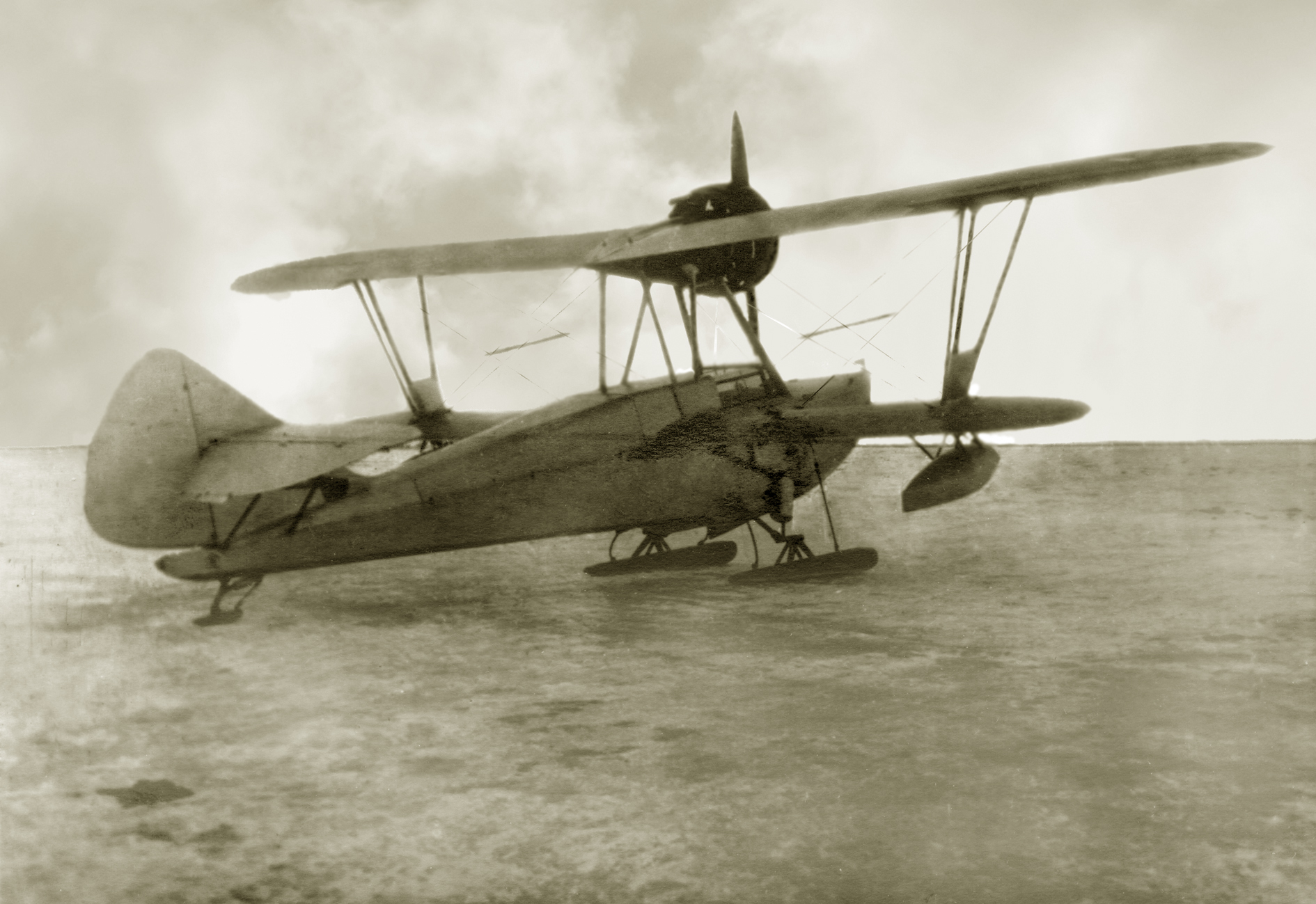
Амфибия Н. Г. Михельсона МУ-4.

Затем последовали гидросамолёты-амфибии МУ-4, МУ-5 и МУ-6. Проекты были весьма перспективными, что было установлено уже при испытании опытного экземпляра МУ-4 в Севастополе, по итогам которых самолёт был рекомендован к производству. Почти одновременно Михельсон создавал весьма необычный лёгкий гидросамолёт-торпедоносец МП. С торпедой он не был способен самостоятельно оторваться от воды, поэтому с полным вооружением его должен был поднять и транспортировать к месту атаки бомбардировщик ТБ-3. В воздухе отсоединившись от носителя, МП должен был поразить противника и, освободившись от торпеды, самостоятельно возвратиться и сесть на воду.
Эти самолёты Михельсону так и не удалось довести до конца. В конце 1937 г. его вновь арестовали. Прокуратурой СССР Михельсон был обвинен по статье 58 (пп. 6-9-11) УК РСФСР, и уже 17 января 1938 г. Комиссией НКВД приговорён к Высшей мере наказания. Через 12 дней, 29 января 1938 г. приговор был приведён в исполнение. Похоронен Николай Густавович в безымянной могиле в Ленинграде, вероятно, на спец. кладбище НКВД «Левашовская пустошь».
Последние проекты Михельсона попытались завершить В. В. Никитин и В. Л. Корвин-Кербер, но все они были вскоре закрыты по настоянию НКВД.